# Plaine-de-Walsch
Plaine-de-Walsch är en kommun i departementet Moselle i regionen Grand Est (tidigare regionen Lorraine) i nordöstra Frankrike. Kommunen ligger i kantonen Sarrebourg som tillhör arrondissementet Sarrebourg. År 2022 hade Plaine-de-Walsch 605 invånare.

## Befolkningsutveckling
Antalet invånare i kommunen Plaine-de-Walsch
| Referens: INSEE |